# Gears of War
Gears of War je mediální franšíza zaměřená na sérii videoher vytvořených společností Epic Games, vyvinutých a spravovaných studiem The Coalition a vlastněných a vydávaných společností Xbox Game Studios. Tato franšíza je známá především svými střílečkami z pohledu třetí osoby, které byly doplněny o vedlejší tituly videoher, sérii komiksů DC, sedm románů, adaptaci deskové hry a dalšího zboží.

## Historie her
První hra Gears of War byla vydaná 7. listopadu 2006 pro konzoli Xbox 360. Hra sleduje hlavního protagonistu původní trilogie Marcuse Fenixe, vojáka, jehož úkolem je vést poslední útok, zničit záporáky všech videoher Locusty a zachránit tak celé lidstvo. Dvě následující hry Gears of War 2 (2008) a Gears of War 3 (2011) pokračovaly s postavou Marcuse a nekončícím konfliktem lidstva s Locusty a Lambenty. V roce 2013 vydali společnosty Epic Games a Microsoft verzi, ve které hrajeme za Damona Bairda, člena Fenixova týmu. Gears of War: Ultimate Edition vyšel pro Microsoft Windows 1. března 2016. Další díl Gears of War 4 se odehrává 25 let po Gears of War 3 a sleduje osud syna Marcuse Fenixe, Jamese Dominica Fenixe, přezdívaného JD. Ten se svými přáteli, Kait Diazovou a Delem Walkerem opět zachraňuje lidstvo před Locusty. V následujícím díle Gears 5, hrajeme za postavu z minulé hry, Kait Diazovou, která chce zjistit svůj původ a zastavit novou královnu Locustů.
| Rok vydání    | Název                          | Platforma                          |
| ------------- | ------------------------------ | ---------------------------------- |
| 2006          | Gears of War                   | Xbox 360                           |
| 2008          | Gears of War 2                 | Xbox 360                           |
| 2011          | Gears of War 3                 | Xbox 360                           |
| 2013          | Gears of War: Judgment         | Xbox 360                           |
| 2015          | Gears of War: Ultimate Edition | Xbox One, Windows                  |
| 2016          | Gears of War 4                 | Xbox One, Windows                  |
| 2019          | Gears Pop!                     | Microsoft Windows, Android, IOS    |
| 2019          | Gears 5                        | Windows, Xbox One, Xbox Series X/S |
| 2020          | Gears Tactics                  | Windows, Xbox One, Xbox Series X/S |
| Bude oznámeno | Gears of War: E-Day            | Bude oznámeno                      |

## Hudba
Hudbu pro videohry pro Gears of War složil Kevin Riepl, který již dříve s Epic Games spolupracoval. Hudbu pro Gears of War 2 a Gears of War 3 složil Steve Jablonsky. Soundtrack pro hry Gears of War 4 a Gears 5 složil Ramin Djawadi.

## Ohlasy
Všechny tituly Gears of War byly přijaty kladně a původní trilogie je skvěle hodnocena. IGN ohodnotilo Gears of War 3 jako 22. nejlepší hru pro Xbox 360. V roce 2010 Lasse Pulkkinen z Techno Buffalo označil Gears of War 2 za nejlépe vypadající hru na Xboxu 360. V roce 2011 zvolili čtenáři Guinnessovy knihy rekordů Gamer's Edition postavu Augusta Colea jako 46. nejlepší videoherní charakter všech dob.

### Prodeje
Podle společnosti Microsoft se série Gears of War prodalo více než 41 milionů kusů a k červnu 2024 vydělala více než 2 miliardy USD.